# Hygropoda taeniata
Hygropoda taeniata är en spindelart som beskrevs av Wang 1993. Hygropoda taeniata ingår i släktet Hygropoda och familjen vårdnätsspindlar. Inga underarter finns listade i Catalogue of Life.